# فهرست فیلم‌های آمریکایی دهه ۱۸۹۰
فهرستی از اولین فیلم‌های آمریکایی که در دهه ۱۸۹۰ منتشر شده بودند.

## دهه ۱۸۹۰

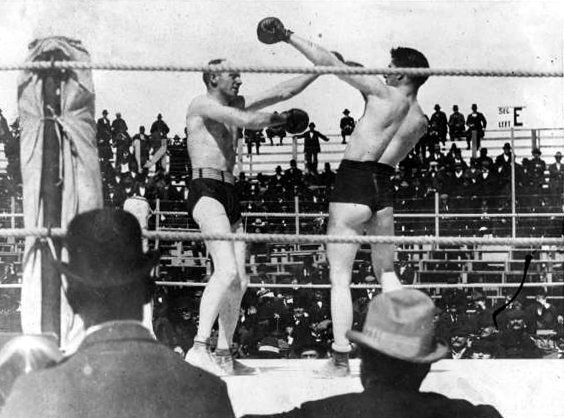
تصویری از فیلم (مسابقه فیتزیمونز و کوربت)

| ۱۸۹۰                                   |                                |                                                      |       | |
| مسخره‌بازی۱                             | ویلیام کندی دیکسون، ویلیام هیس |                                                      | کوتاه | اولین فیلم آمریکایی: منابع متناقض نشان می‌دهد که این فیلم در ژوئن ۱۸۸۹ یا نوامبر ۱۸۹۰ فیلمبرداری شده‌است. |
| مسخره‌بازی۲                             | ویلیام کندی دیکسون، ویلیام هیس |                                                      | کوتاه | |
| مسخره‌بازی۳                             | ویلیام کندی دیکسون، ویلیام هیس |                                                      | کوتاه | |
| ۱۸۹۱                                   |                                |                                                      |       | |
| خوشامدگویی دیکسون                      | ویلیام کندی دیکسون             | ویلیام کندی دیکسون                                   | کوتاه | |
| ورزشکار اهل نیوآرک                     | ویلیام کندی دیکسون             |                                                      | کوتاه | |
| ۱۸۹۳                                   |                                |                                                      |       | |
| صحنه آهنگری                            | ویلیام کندی دیکسون             |                                                      | کوتاه | اولین فیلم کینتوسکوپ که در نمایشگاه عمومی نمایش داده شد.                                                |
| ۱۸۹۴                                   |                                |                                                      |       | |
| فیلم ناطق تجربی دیکسون                 | ویلیام کندی دیکسون             |                                                      | کوتاه | اولین فیلم کینتوسکوپ (یعنی اولین فیلم با صدای همگام).                                                   |
| آرایشگاه                               | ویلیام کندی دیکسون، ویلیام هیس |                                                      | کوتاه | |
| ۱۸۹۶                                   |                                |                                                      |       | |
| خواب بیست ساله ریپ                     |                                |                                                      | کوتاه | |
| رقص کاکاسیاه‌ها                         | ویلیام کندی دیکسون             |                                                      | کوتاه | |
| مک‌کینلی در خانه واقع در کانتون، اوهایو |                                | ویلیام مک کینلی، آیدا ساکستون مک کینلی، جورج کورتلیو | کوتاه | |
| بوسه                                   | ویلیام هیس                     | می ایروین، جان رایس                                  | کوتاه | |
| ۱۸۹۷                                   |                                |                                                      |       | |
| مسابقه فیتزیمونز و کوربت               | ایناک جی. رکتر                 | جیمز جی کوربت، باب فیتزیمونز                         | بلند  | اولین فیلم بلند، اولین فیلم عریض، موفق‌ترین فیلم قرن                                                     |
| هیز                                    |                                |                                                      | کوتاه | |
| ۱۸۹۹                                   |                                |                                                      |       | |
| چطور دوست داری تا یک مرد یخی باشی؟     |                                |                                                      | کوتاه | |